# Pterapherapteryx uniformata
Pterapherapteryx uniformata là một loài bướm đêm trong họ Geometridae.